# Ajedrez monocromático
|    |       |    |       |    |       |       |    |    |  |
|    | a8    | b8 | c8    | d8 | e8 kd | f8    | g8 | h8 |  |
| a7 | b7    | c7 | d7    | e7 | f7    | g7    | h7 |    |  |
| a6 | b6    | c6 | d6    | e6 | f6    | g6    | h6 |    |  |
| a5 | b5    | c5 | d5    | e5 | f5    | g5    | h5 |    |  |
| a4 | b4 kl | c4 | d4    | e4 | f4    | g4    | h4 |    |  |
| a3 | b3    | c3 | d3    | e3 | f3    | g3 hl | h3 |    |  |
| a2 | b2    | c2 | d2 pl | e2 | f2 pl | g2    | h2 |    |  |
| a1 | b1    | c1 | d1    | e1 | f1    | g1    | h1 |    |  |
|    |       |    |       |    |       |       |    |    |  |

El ajedrez monocromático es una variante del ajedrez creada por Raymond Smullyan, en la que la posición inicial y las reglas son las mismas que las del ajedrez normal, exceptuando que las piezas que comienzan en los cuadros negros deben siempre permanecer en un cuadro negro y las piezas que comienzan en un cuadro blanco deben siempre permanecer en un cuadro blanco. Esto significa que los caballos nunca pueden mover, los enroques deben realizarse en el lado del Rey, y que los peones solo pueden moverse para capturar otra pieza o avanzando dos casillas en su primer movimiento. Las tablas (o empate) ocurren si el Rey de un jugador no está en jaque y el jugador no puede realizar ningún movimiento legal con estas reglas del juego. De igual forma el jaque mate ocurre si el Rey esta en jaque y el jugador no puede realizar ningún movimiento legal con estas reglas del juego. Esto significa que ciertas posiciones en una partida de ajedrez normal que no resultarían el final del juego pueden ser jaque mate o tablas en el ajedrez monocromático. Por ejemplo, cada jugador tiene solo un alfil con el cual es posible realizar jaque mate con solo este alfil y el rey, mientras que es imposible solo con el otro alfil y el rey, es decir solo un alfil es capaz de amenazar al rey opuesto.
Esta variante se usa mucho en problemas de ajedrez. El ejemplo propuesto pregunta ¿De que color es el peón g3?, la respuesta es negro, el rey blanco puede avanzar desde e1 solo con enroque (o-o) y después  g1-h2-g3-... por eso Pg3 no puede ser blanco.
Por el contrario en el ajedrez bicromático, solo son legales los movimientos para cambiar de casilla de distinto color. Por lo tanto los peones no pueden capturar (o avanzar dos casillas) y los alfiles no pueden mover. Tampoco están permitidos el enroque y la captura al paso, y las damas juegan como torres.